# 信長の野望 出陣
『信長の野望 出陣』（のぶながのやぼう しゅつじん）は、コーエーテクモゲームスより配信されたスマートフォン向けゲームアプリ。2023年8月31日サービス開始。基本プレイ無料（アイテム課金制）。略称は『信長出陣』。
「信長の野望シリーズ」の40周年記念作品。ジャンルは位置情報ゲームで、歩きながら拠点を制覇し領地を広げることで、全国制覇を目指す。

## ゲームシステム

### メインミッション
メインミッションをクリアすることで、機能が解放される。

### 拠点制圧
獲得したい拠点があるエリアに行き拠点をタップし、敵の戦力に合わせ武将を編成し、兵糧を使用し出陣する。拠点戦に勝利すると領地を獲得することができる。

### 登用
メインミッション第2章クリアで解放。小判または登用札を使用し、新たな武将を獲得できる。所持している武将は、友好度に変換される。

### 内政
メインミッション第3章クリアで解放。領地の内政を豊かにし、兵糧収入を増やす。内政を強化したり、内政に武将を任命したりすることができる。
内政には次がある。
- 市場:毎日の金銭収入が増える。
- 水田:毎日の兵糧収入が増える。
- 資材庫:民（商人、豪商、農民、豪農）から得られる資材が増える。
- 蔵:商人と豪商から得られる金銭が増える。
- 兵糧庫:農民と豪農から得られる兵糧が増える。
- 足軽練兵所:兵種が『足軽』の全部隊が強化される。
- 弓練兵所:兵種が『弓』の全部隊が強化される。
- 騎馬練兵所:兵種が『騎馬』の全部隊が強化される。
- 鉄砲練兵所:兵種が『鉄砲』の全部隊が強化される。
- 取引所:資材を消費して兵糧を得られる。強化は不可。
- 湯治場:武将を配置して友好度を得られる。
- 神社:奉納によりおみくじ券を獲得し、出陣神社くじを引くことができる。
- 採掘場:毎日の資材収入が増える。
- 狩場:毎日の武将経験値が増える。

### 遠征
メインミッション第5章をクリアすると、本拠を建てることができるようになる。兵糧を使用すれば本拠に隣接した区画をその区画に行かなくても領地にすることができる。

### 歴史紀行
ドラゴンクエストウォークにおける『あるくんですW』のような機能。歩いた距離によって東海道五十三次・中山道六十九次の踏破を体験できる。

### 名所録・名城図鑑
名所や名城をタップするか、所在する区画を領地化すると、名所録・名城図鑑に登録される。タップで訪問した場合は、特別な報酬がもらえることがある。

### 派遣
メインミッション第5章で解放。フィールド上にあるタップ範囲外のスポットに武将を派遣し、報酬を獲得できる。なお、獲得している領地の方がしていない領地より得られる報酬の量が多い。また、派遣時間はアイテムを使用し、短縮できる。
派遣できるスポットは次のスポット。
- 農民:兵糧が獲得できる。また、領地内であれば資材が獲得可能。
  - 豪農:農民の獲得アイテムに加え指南書（内政の強化に必要）が獲得できる。農民のアイコンがキラキラ輝いて見える。
- 商人:金銭が獲得できる。農民と同様、領地内であれば資材が獲得可能。
  - 豪商:商人の獲得アイテムに加え指南書が獲得できる。商人のアイコンがキラキラ輝いて見える。
- 武将:その武将の武将友好度が獲得できる。地方によって獲得できる武将は異なる。
- 早馬:実行中の遠征を短縮できる。
- 野盗:武将経験値と民忠経験値を獲得できる。

### 野戦
フィールド上にある野戦場アイコンをタップすると、野戦をすることが可能。野戦に勝利すると武将経験値と装備品を獲得できる。

### 委任
画面を見なくても農民や商人、武将、早馬、野盗をタップし、派遣や野戦を行う。他の多くの位置情報を利用したゲームと違い、移動しながらのある程度の攻略が可能である。また、移動速度による操作制限も比較的ゆるやかである。

## 登場キャラクター
本作より登場のオリジナルキャラクターのみ記載。
はつほ
プレイヤーとともに歩む案内役。持ち前の純真さで献身的にプレイヤーを支える。
ふみ
楽市にて、父の商店を手伝う看板娘。商人気質が強く、もっぱら店主のように振る舞っている。